# Carex curvula
Carex curvula es una especie de planta herbácea de la familia de las ciperáceas.

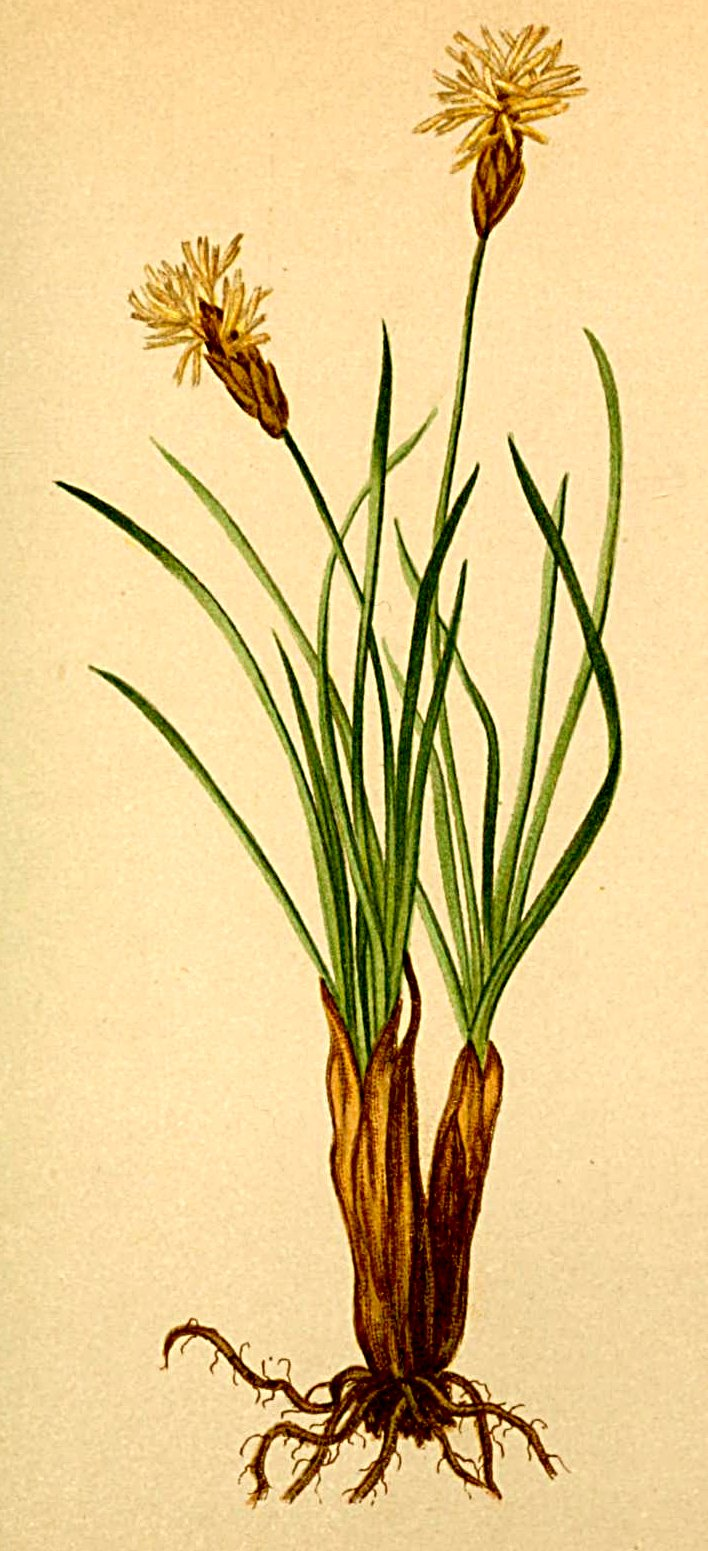
Ilustración

## Descripción
Es una  planta herbácea cespitosa. Tallos de (3,5)15-25(31) cm, trígonos, con los ángulos obtusos, lisos, rectos o curvados. Hojas (0,3)0,5-1,2(1,9) mm de anchura, de longitud menor que los tallos, canaliculadas o plano-convexas excepcionalmente planas, de poco a muy curvadas, muy raramente rectas, ásperas en los bordes, ± rígidas; lígula menor de 0,5 mm, de anchura mayor o menor que el limbo; sin antelígula; vainas basales con limbo desarrollado, solo las más inferiores escuamiformes, enteras, persistentes de modo que forman una gruesa capa en la base de la planta, de color pardo claro. Bráctea inferior de longitud menor que la inflorescencia, en ocasiones algo mayor, glumácea, con ápice setáceo. Espigas dispuestas en espiga simple de (1,1)1,2-1,6(2,5) cm, sésiles, densifloras, con más de 10 flores femeninas, densamente agrupadas aunque en ocasiones la inferior está un poco separada del resto. Glumas ovales, agudas, mucronadas o acuminadas, de color pardo generalmente obscuro, con o sin margen escarioso. Utrículos (5)5,5-6,5(7) × 1,5-1,8(2) mm, de contorno estrechamente oval, trígonos, prominentemente nerviados, verdosos o parduscos, gradualmente atenuados en un pico de 1-2(2,8) mm, escábrido o liso, de bífido a profundamente bidentado, con una hendidura en la cara abaxial. Aquenios (2,5)2,7-3 × 1,2-1,5 mm, de contorno oval, trígonos, con una costilla verde en cada ángulo que convergen en el ápice formando una pequeña plataforma de donde surge el estilo. Tiene un número de cromosoma de 2n = 86*.

## Hábitat y distribución
Se encuentra en prados secos y pedregosos del piso alpino; a una altitud de 1600-2800 metros. Es un endemismo de las montañas del S y C de Europa. En la península ibérica únicamente se conoce de los Pirineos. 

## Taxonomía
Carex curvula fue descrita por Carlo Allioni y publicado en Flora Pedemontana 2: 264. 1785.
Etimología
Ver: Carex
Subespecies
- Carex curvula subsp. curvula
- Carex curvula subsp. rosae

Sinonimia
- Caricina curvula (All.) St.-Lag.
- Cryptoglochin curvulus (All.) Heuff.
- Kobresia curvula (All.) N.A.Ivanova

subsp. curvula
- Carex lobata Bellardi
- Carex orbelica Velen.
- Carex ovata C.A.Mey.
- Carex rodnensis (Porcius ex Asch. & Graebn.) Rouy

subsp. rosae Gilomen
- Carex rosae (Gilomen) Holub	[3][4]